# Apollo 55
Palmarès
4 fois IWGP Junior Heavyweight Tag Team Champions
Apollo 55 est le nom d'une équipe de catch (lutte professionnelle) composée de Prince Devitt et Ryusuke Taguchi.

## Carrière

### Formation (2009)
Lors de Circuit New Japan Soul 2009, ils battent The Motor City Machine Guns (Alex Shelley et Chris Sabin) pour remporter les IWGP Junior Heavyweight Tag Team Championship.

### Domination de la division Junior Heavyweight par équipe (2009–2012)
Lors de Wrestle Kingdom VI, ils battent No Remorse Corps (Davey Richards et Rocky Romero) et remportent  les IWGP Junior Heavyweight Tag Team Championship pour la quatrième fois, Devitt établissant un record du plus de règne en solo pour les championnats par équipe de 6 règnes. Lors de The New Beginning, ils perdent les titres contre No Remorse Corps.
Le 21 octobre, ils participent au tournoi du Super Jr. Tag 2012, battant les Chaos World Wrestling Warriors (Brian Kendrick et Low Ki) au premier tour. Le 2 novembre, ils battent les IWGP Junior Heavyweight Tag Team Champions, Forever Hooligans (Alex Koslov et Rocky Romero), pour se qualifier pour la finales du tournoi, où plus tard le même jour, ils perdent contre les Time Splitters (Alex Shelley et Kushida) et ne remportent donc pas le tournoi.

### Dissolution et après (2013–2014)

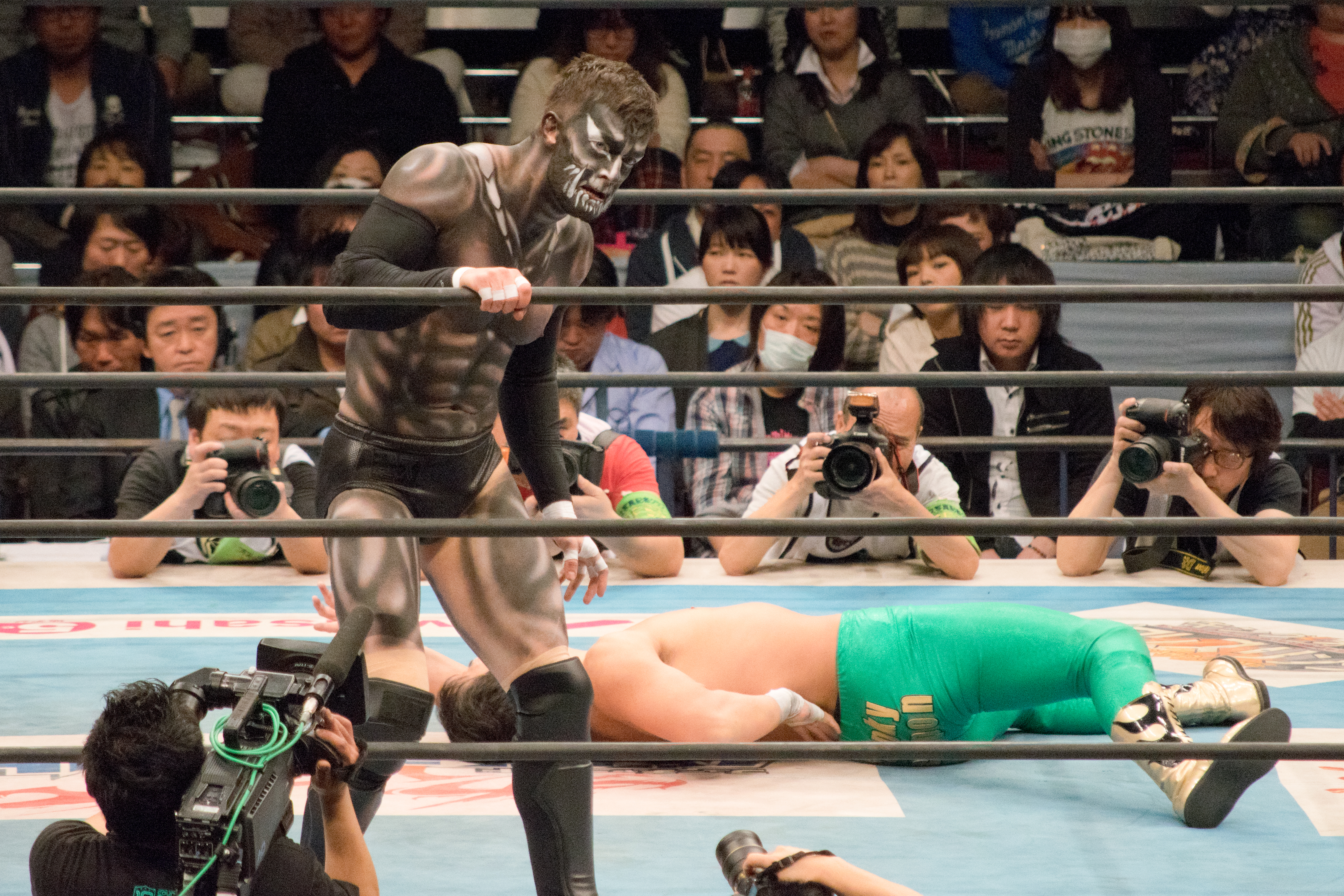
Prince Devitt et Ryusuke Taguchi durant leur dernier match l'un contre l'autre lors d'Invasion Attack 2014

Lors de Wrestle Kingdom 7, Prince Devitt bat Low Ki et Kota Ibushi dans un Three-way match pour conserver son IWGP Junior Heavyweight Championship,. À la suite de sa victoire, il accepte un défi pour le titre de son partenaire, Ryusuke Taguchi. Sept jours plus tard, Devitt bat Taguchi au The New Beginning pour conserver son titre. Le 3 mars, au main event du New Japan's 41st anniversary, Devitt perd face à Hiroshi Tanahashi. À la suite de sa défaite, il commence à être un personnage plus arrogant et méchant, qui manque de respect régulièrement,. Lors de Invasion Attack 2013, Devitt et Ryusuke Taguchi perdent contre Time Splitters pour le IWGP Junior Heavyweight Tag Team Championship, après le match, Devitt se retourne contre Taguchi, mettant fin à Apollo 55 et débute avec Bad Luck Fale comme son nouveau « videur », tout en se faisant appeler le « Real Rock 'n' Rolla »,.
Après la dissolution de l'équipe, Prince Devitt forme le clan Bullet Club avec Bad Luck Fale, Karl Anderson et Tama Tonga, tout en commençant à quitter la division des poids lourds juniors et pour se concentrer sur le IWGP Heavyweight Championship. Malgré cette transition, Devitt continue à détenir le IWGP Junior Heavyweight Championship, bien que le titre ait été largement écarté et oublié.

## Palmarès
- Consejo Mundial de Lucha Libre
  - 1 fois CMLL World Welterweight Championship – Ryusuke Taguchi[20]
  - 1 fois NWA World Historic Middleweight Championship – Prince Devitt[21]

- New Japan Pro Wrestling
  - 3 fois IWGP Junior Heavyweight Championship – Prince Devitt[22]
  - 4 fois IWGP Junior Heavyweight Tag Team Championship[23]
  - Best of the Super Juniors (2010) – Prince Devitt
  - Best of the Super Juniors (2012) – Ryusuke Taguchi
  - J Sports Crown Openweight 6 Man Tag Tournament (2010, 2011) avec Hirooki Goto